# Edmund Bołociuch
Edmund Bołociuch (ur. 16 listopada 1938 w Exincourt) – generał broni Wojska Polskiego, Główny Inspektor Obrony Terytorialnej (1990–1992), I zastępca szefa Sztabu Generalnego WP (1992–1997)

## Życiorys
Po zakończeniu II wojny światowej powrócił z rodziną do Polski. Absolwent liceum ogólnokształcącego we Wrocławiu. W ludowym WP służył od września 1956, gdy został podchorążym Oficerskiej Szkoły Piechoty nr 3 w Elblągu. Po rozformowaniu szkoły w 1957 kontynuował naukę w Oficerskiej Szkole Piechoty nr 1 we Wrocławiu. W 1959 ukończył szkołę jako prymus i został promowany na stopień podporucznika przez dowódcę Śląskiego Okręgu Wojskowego gen. dyw. Czesława Waryszaka. Początkowo był dowódca plutonu ckm w 33 Pułku Zmechanizowanym w Nysie. Od 1960 był dowódcą plutonu regulacji ruchu w kompanii sztabowej 2 Dywizji Zmechanizowanej. Od 1964 dowódca kompanii piechoty motoryzowanej w 33 Pułku Zmechanizowanym, a następnie dowódca kompanii ochrony i regulacji ruchu w 2 Dywizji Zmechanizowanej. W latach 1967–1970 studiował w Akademii Sztabu Generalnego w Warszawie. Studia ukończył z wyróżnieniem, po czym został szefem sztabu i zastępcą dowódcy 3 pułku czołgów w Żaganiu, od 1971 w stopniu majora. Od czerwca 1972 był dowódcą tego pułku. Był wówczas najmłodszym dowódcą pułku w WP. Dowodzony przez niego pułk zdobył w 1973 tytuł przodującego oddziału w Śląskim Okręgu Wojskowym, a w roku 1974 – w całych Siłach Zbrojnych PRL. W latach 1975–1977 studiował w Wojskowej Akademii Sztabu Generalnego Sił Zbrojnych ZSRR im. K. Woroszyłowa w Moskwie, a po ich ukończeniu z wyróżnieniem został skierowany na roczny staż w Zarządzie I Operacyjnym Sztabu Generalnego WP. W 1978 został dowódcą 10 Sudeckiej Dywizji Pancernej im. Bohaterów Armii Radzieckiej; pod jego dowództwem dywizja ta zdobyła tytuł „Przodującego Związku Taktycznego w WP”. Na mocy uchwały Rady Państwa PRL z 30 września 1982 mianowany generałem brygady; nominację wręczył mu w Belwederze 11 października 1982 przewodniczący Rady Państwa PRL Henryk Jabłoński. Od sierpnia 1983 do grudnia 1985 szef sztabu – zastępca dowódcy Śląskiego Okręgu Wojskowego we Wrocławiu. W latach 1986–1989 zastępca szefa ds. operacyjnych, a od marca 1989 do września 1990 szef Głównego Zarządu Szkolenia Bojowego WP (po gen. broni Wojciechu Barańskim). 3 października 1989 mianowany generałem dywizji; nominację wręczył mu w Belwederze prezydent PRL gen. armii Wojciech Jaruzelski. Od września 1990 do września 1992 Główny Inspektor Obrony Terytorialnej oraz szef Obrony Cywilnej Kraju (po gen. broni Jerzym Skalskim). Był także przewodniczącym Rady MON ds. Współpracy ze Stowarzyszeniami. Od września 1992 do marca 1997 I zastępca szefa Sztabu Generalnego WP (gen. broni Tadeusza Wileckiego). 8 maja 1995 na mocy postanowienia Prezydenta RP został awansowany na stopień generała broni; nominację wręczył mu w tym samym dniu Belwederze Prezydent RP Lech Wałęsa. Od marca 1997 pozostawał w dyspozycji MON. Zawodową służbę wojskową zakończył z dniem 15 czerwca 1998 w wieku 59 lat.
Był najmłodszym dowódcą pułku (1972) i najmłodszym dowódcą dywizji (1978) w WP, a w październiku 1982 najmłodszym generałem lud. WP. Jest członkiem Polskiego Związku Strzelectwa Sportowego.

## Awanse
W trakcie wieloletniej służby w ludowym Wojsku Polskim i Siłach Zbrojnych RP otrzymywał awanse na kolejne stopnie wojskowe:
- podporucznik – 1959
- porucznik – 1963
- kapitan – 1967
- major – 1971
- podpułkownik – 1974
- pułkownik – 1978
- generał brygady – 1982
- generał dywizji – 1989
- generał broni – 1995

## Życie prywatne
Syn Marcina i Idy z domu Magnoni. Mieszka we Wrocławiu. Żonaty z Marią. Małżeństwo ma córkę.

## Odznaczenia
- Krzyż Komandorski Orderu Odrodzenia Polski
- Krzyż Kawalerski Orderu Odrodzenia Polski
- Złoty Krzyż Zasługi
- Medal 30-lecia Polski Ludowej
- Medal 40-lecia Polski Ludowej
- Złoty Medal „Siły Zbrojne w Służbie Ojczyzny”
- Srebrny Medal Siły Zbrojne w Służbie Ojczyzny
- Złoty Medal „Za zasługi dla obronności kraju”

I wiele innych polskich i zagranicznych odznaczeń.